# Guangyuan Panlong Airport
Guangyuan Panlong Airport är en flygplats i Kina. Den ligger i provinsen Sichuan, i den sydvästra delen av landet, omkring 250 kilometer nordost om provinshuvudstaden Chengdu.
Runt Guangyuan Panlong Airport är det ganska tätbefolkat, med 185 invånare per kvadratkilometer. Närmaste större samhälle är Guangyuan, 12,7 km öster om Guangyuan Panlong Airport. Trakten runt Guangyuan Panlong Airport består till största delen av jordbruksmark.
Genomsnittlig årsnederbörd är 1 229 millimeter. Den regnigaste månaden är juli, med i genomsnitt 336 mm nederbörd, och den torraste är december, med 2 mm nederbörd.